# Hypopachus ustus
Hypopachus ustus es una especie  de anfibio anuro de la familia Microhylidae.
Se encuentra en El Salvador, Guatemala y México.